# Automobil-Weltmeisterschaft 1977
Die Automobil-Weltmeisterschaft 1977 war die 28. Saison der Automobil-Weltmeisterschaft, die heutzutage als Formel-1-Weltmeisterschaft bezeichnet wird. In ihrem Rahmen wurden über 17 Rennen in der Zeit vom 9. Januar 1977 bis zum 23. Oktober 1977 die Fahrerweltmeisterschaft und der Internationale Pokal der Formel-1-Konstrukteure ausgetragen.
Niki Lauda gewann zum zweiten Mal die Fahrerweltmeisterschaft. Ferrari wurde zum fünften Mal Konstrukteursweltmeister.
Der FIA-Ehrentitel Großer Preis von Europa wurde 1977 an den Großen Preis von Großbritannien vergeben. Der Titel wurde in diesem Jahr letztmals als Ehrentitel vergeben und ab 1983 als eigene Veranstaltung geführt.

## Teams und Fahrer
| Foto                | Team                                               | Konstrukteur                | Chassis               | Motor                                   | Reifen                   | Nr.            | Fahrer                |
| ------------------- | -------------------------------------------------- | --------------------------- | --------------------- | --------------------------------------- | ------------------------ | -------------- | --------------------- |
| McLaren M23         | Marlboro Team McLaren                              | McLaren                     | M23 M26               | Ford Cosworth DFV 3.0 V8                | G                        | 1              | James Hunt            |
| McLaren M23         | Marlboro Team McLaren                              | McLaren                     | M23 M26               | Ford Cosworth DFV 3.0 V8                | G                        | 2              | Jochen Mass           |
| McLaren M23         | Marlboro Team McLaren                              | McLaren                     | M23 M26               | Ford Cosworth DFV 3.0 V8                | G                        | 14             | Bruno Giacomelli      |
| McLaren M23         | Marlboro Team McLaren                              | McLaren                     | M23 M26               | Ford Cosworth DFV 3.0 V8                | G                        | 40             | Gilles Villeneuve     |
| Tyrrell P34         | Elf Team Tyrrell                                   | Tyrrell                     | P34                   | Ford Cosworth DFV 3.0 V8                | G                        | 3              | Ronnie Peterson       |
| Tyrrell P34         | Elf Team Tyrrell                                   | Tyrrell                     | P34                   | Ford Cosworth DFV 3.0 V8                | G                        | 4              | Patrick Depailler     |
| Lotus 78            | John Player Team Lotus                             | Lotus                       | 78                    | Ford Cosworth DFV 3.0 V8                | G                        | 5              | Mario Andretti        |
| Lotus 78            | John Player Team Lotus                             | Lotus                       | 78                    | Ford Cosworth DFV 3.0 V8                | G                        | 6              | Gunnar Nilsson        |
| Brabham BT45        | Martini Racing                                     | Brabham                     | BT45 BT45B            | Alfa Romeo 115-12 3.0 F12               | G                        | 7              | John Watson           |
| Brabham BT45        | Martini Racing                                     | Brabham                     | BT45 BT45B            | Alfa Romeo 115-12 3.0 F12               | G                        | 8              | Carlos Pace           |
| Brabham BT45        | Martini Racing                                     | Brabham                     | BT45 BT45B            | Alfa Romeo 115-12 3.0 F12               | G                        | 8              | Hans-Joachim Stuck    |
| Brabham BT45        | Martini Racing                                     | Brabham                     | BT45 BT45B            | Alfa Romeo 115-12 3.0 F12               | G                        | 21             | Giorgio Francia       |
| March 761B          | Hollywood March Racing Team Rothmans International | March                       | 761B 771              | Ford Cosworth DFV 3.0 V8                | G                        | 9              | Alex Ribeiro          |
| March 761B          | Hollywood March Racing Team Rothmans International | March                       | 761B 771              | Ford Cosworth DFV 3.0 V8                | G                        | 10             | Ian Scheckter         |
| March 761B          | Hollywood March Racing Team Rothmans International | March                       | 761B 771              | Ford Cosworth DFV 3.0 V8                | G                        | 10             | Hans-Joachim Stuck    |
| March 761B          | Hollywood March Racing Team Rothmans International | March                       | 761B 771              | Ford Cosworth DFV 3.0 V8                | G                        | 10             | Brian Henton          |
| Ferrari 312T2       | Scuderia Ferrari SpA SEFAC                         | Ferrari                     | 312T2                 | Ferrari 015 3.0 F12                     | G                        | 11             | Niki Lauda            |
| Ferrari 312T2       | Scuderia Ferrari SpA SEFAC                         | Ferrari                     | 312T2                 | Ferrari 015 3.0 F12                     | G                        | 11             | Gilles Villeneuve     |
| Ferrari 312T2       | Scuderia Ferrari SpA SEFAC                         | Ferrari                     | 312T2                 | Ferrari 015 3.0 F12                     | G                        | 12             | Carlos Reutemann      |
| Ferrari 312T2       | Scuderia Ferrari SpA SEFAC                         | Ferrari                     | 312T2                 | Ferrari 015 3.0 F12                     | G                        | 21             | Gilles Villeneuve     |
| BRM P207            | Rotary Watches Stanley B.R.M. Stanley B.R.M.       | B.R.M.                      | P207 P201B            | B.R.M. P202 3.0 V12 B.R.M. P200 3.0 V12 | G                        | 14             | Larry Perkins         |
| BRM P207            | Rotary Watches Stanley B.R.M. Stanley B.R.M.       | B.R.M.                      | P207 P201B            | B.R.M. P202 3.0 V12 B.R.M. P200 3.0 V12 | G                        | 29             | Teddy Pilette         |
| BRM P207            | Rotary Watches Stanley B.R.M. Stanley B.R.M.       | B.R.M.                      | P207 P201B            | B.R.M. P202 3.0 V12 B.R.M. P200 3.0 V12 | G                        | 40             | Teddy Pilette         |
| BRM P207            | Rotary Watches Stanley B.R.M. Stanley B.R.M.       | B.R.M.                      | P207 P201B            | B.R.M. P202 3.0 V12 B.R.M. P200 3.0 V12 | G                        | 35             | Conny Andersson       |
| BRM P207            | Rotary Watches Stanley B.R.M. Stanley B.R.M.       | B.R.M.                      | P207 P201B            | B.R.M. P202 3.0 V12 B.R.M. P200 3.0 V12 | G                        | 35             | Guy Edwards           |
|                     | Interscope Racing                                  | Penske                      | PC4                   | Ford Cosworth DFV 3.0 V8                | G                        | 14             | Danny Ongais          |
| Renault RS01        | Équipe Renault Elf                                 | Renault                     | RS01                  | Renault-Gordini EF1 1.5 V6              | M                        | 15             | Jean-Pierre Jabouille |
| Shadow DN8          | Shadow Racing Team                                 | Shadow                      | DN5B DN8              | Ford Cosworth DFV 3.0 V8                | G                        | 16             | Tom Pryce             |
| Shadow DN8          | Shadow Racing Team                                 | Shadow                      | DN5B DN8              | Ford Cosworth DFV 3.0 V8                | G                        | 16             | Riccardo Patrese      |
| Shadow DN8          | Shadow Racing Team                                 | Shadow                      | DN5B DN8              | Ford Cosworth DFV 3.0 V8                | G                        | 16             | Jackie Oliver         |
| Shadow DN8          | Shadow Racing Team                                 | Shadow                      | DN5B DN8              | Ford Cosworth DFV 3.0 V8                | G                        | 16             | Arturo Merzario       |
| Shadow DN8          | Shadow Racing Team                                 | Shadow                      | DN5B DN8              | Ford Cosworth DFV 3.0 V8                | G                        | 16             | Jean-Pierre Jarier    |
| Shadow DN8          | Shadow Racing Team                                 | Shadow                      | DN5B DN8              | Ford Cosworth DFV 3.0 V8                | G                        | 16             | Renzo Zorzi           |
| Shadow DN8          | Shadow Racing Team                                 | Shadow                      | DN5B DN8              | Ford Cosworth DFV 3.0 V8                | G                        | 17             |                       |
| Shadow DN8          | Shadow Racing Team                                 | Shadow                      | DN5B DN8              | Ford Cosworth DFV 3.0 V8                | G                        | Alan Jones     |                       |
| Surtees TS19        | Durex Team Surtees Beta Team Surtees Team Surtees  | Surtees Racing Organisation | TS19                  | Ford Cosworth DFV 3.0 V8                | G                        | 18             | Hans Binder           |
| Surtees TS19        | Durex Team Surtees Beta Team Surtees Team Surtees  | Surtees Racing Organisation | TS19                  | Ford Cosworth DFV 3.0 V8                | G                        | 18             | Larry Perkins         |
| Surtees TS19        | Durex Team Surtees Beta Team Surtees Team Surtees  | Surtees Racing Organisation | TS19                  | Ford Cosworth DFV 3.0 V8                | G                        | 18             | Vern Schuppan         |
| Surtees TS19        | Durex Team Surtees Beta Team Surtees Team Surtees  | Surtees Racing Organisation | TS19                  | Ford Cosworth DFV 3.0 V8                | G                        | 18             | Lamberto Leoni        |
| Surtees TS19        | Durex Team Surtees Beta Team Surtees Team Surtees  | Surtees Racing Organisation | TS19                  | Ford Cosworth DFV 3.0 V8                | G                        | 19             | Vittorio Brambilla    |
| Wolf WR1            | Walter Wolf Racing                                 | Wolf                        | WR1 WR2 WR3           | Ford Cosworth DFV 3.0 V8                | G                        | 20             | Jody Scheckter        |
| Ensign N177         | Team Tissot Ensign with Castrol                    | Ensign                      | N177                  | Ford Cosworth DFV 3.0 V8                | G                        | 22             | Clay Regazzoni        |
| Ensign N177         | Team Tissot Ensign with Castrol                    | Ensign                      | N177                  | Ford Cosworth DFV 3.0 V8                | G                        | 22             | Jacky Ickx            |
|                     | Theodore Racing Hong Kong                          | Ensign                      | N177                  | Ford Cosworth DFV 3.0 V8                | G                        | 23             | Patrick Tambay        |
| Hesketh 308E        | Penthouse Rizla Racing Hesketh Racing              | Hesketh                     | 308E                  | Ford Cosworth DFV 3.0 V8                | G                        | 24             | Rupert Keegan         |
| Hesketh 308E        | Penthouse Rizla Racing Hesketh Racing              | Hesketh                     | 308E                  | Ford Cosworth DFV 3.0 V8                | G                        | 25             | Harald Ertl           |
| Hesketh 308E        | Penthouse Rizla Racing Hesketh Racing              | Hesketh                     | 308E                  | Ford Cosworth DFV 3.0 V8                | G                        | 25             | Héctor Rebaque        |
| Hesketh 308E        | Penthouse Rizla Racing Hesketh Racing              | Hesketh                     | 308E                  | Ford Cosworth DFV 3.0 V8                | G                        | 25             | Ian Ashley            |
| Hesketh 308E        | Penthouse Rizla Racing Hesketh Racing              | Hesketh                     | 308E                  | Ford Cosworth DFV 3.0 V8                | G                        | 39             | Héctor Rebaque        |
| Hesketh 308E        | Penthouse Rizla Racing Hesketh Racing              | Hesketh                     | 308E                  | Ford Cosworth DFV 3.0 V8                | G                        | 39             | Ian Ashley            |
| Ligier JS7          | Ligier Gitanes                                     | Ligier                      | JS7                   | Matra MS76 3.0 V12                      | G                        | 26             | Jacques Laffite       |
| Ligier JS7          | Ligier Gitanes                                     | Ligier                      | JS7                   | Matra MS76 3.0 V12                      | G                        | 27             | Jean-Pierre Jarier    |
| March 761           | Williams Grand Prix Engineering                    | March                       | 761                   | Ford Cosworth DFV 3.0 V8                | G                        | 27             | Patrick Nève          |
| Fittipaldi FD04     | Copersucar-Fittipaldi                              | Fittipaldi                  | FD04 FD5              | Ford Cosworth DFV 3.0 V8                | G                        | 28             | Emerson Fittipaldi    |
| Fittipaldi FD04     | Copersucar-Fittipaldi                              | Fittipaldi                  | FD04 FD5              | Ford Cosworth DFV 3.0 V8                | G                        | 29             | Ingo Hoffmann         |
|                     | Chesterfield Racing                                | March McLaren               | 761 M23               | Ford Cosworth DFV 3.0 V8                | G                        | 30             | Brett Lunger          |
| LEC CRP1            | LEC Refrigeration Racing                           | LEC                         | CRP1                  | Ford Cosworth DFV 3.0 V8                | G                        | 31             | David Purley          |
|                     | RAM Racing/F&S Properties RAM Racing               | March                       | 761                   | Ford Cosworth DFV 3.0 V8                | G                        | 32             | Mikko Kozarowitsky    |
| Michael Bleekemolen | RAM Racing/F&S Properties RAM Racing               | March                       | 761                   | Ford Cosworth DFV 3.0 V8                | G                        | 32             |                       |
| 33                  | RAM Racing/F&S Properties RAM Racing               | March                       | 761                   | Ford Cosworth DFV 3.0 V8                | G                        | Boy Hayje      |                       |
| 33                  | RAM Racing/F&S Properties RAM Racing               | March                       | 761                   | Ford Cosworth DFV 3.0 V8                | G                        | Andy Sutcliffe |                       |
| 33                  | Penske PC4 von ATS                                 | ATS Racing Team             | Penske                | PC4                                     | Ford Cosworth DFV 3.0 V8 | G              | Hans Binder           |
| 35                  | Penske PC4 von ATS                                 | ATS Racing Team             | Penske                | PC4                                     | Ford Cosworth DFV 3.0 V8 | G              | Hans Binder           |
| Hans Heyer          | Penske PC4 von ATS                                 | ATS Racing Team             | Penske                | PC4                                     | Ford Cosworth DFV 3.0 V8 | G              |                       |
| 34                  | Penske PC4 von ATS                                 | ATS Racing Team             | Penske                | PC4                                     | Ford Cosworth DFV 3.0 V8 | G              | Jean-Pierre Jarier    |
|                     | Iberia Airlines                                    | McLaren                     | M23                   | Ford Cosworth DFV 3.0 V8                | G                        | 36             | Emilio de Villota     |
|                     | Team Merzario                                      | March                       | 761B                  | Ford Cosworth DFV 3.0 V8                | G                        | 37             | Arturo Merzario       |
|                     | British Formula One Racing Team                    | March                       | 761 761B              | Ford Cosworth DFV 3.0 V8                | G                        | 38             | Bernard de Dryver     |
| Brian Henton        | British Formula One Racing Team                    | March                       | 761 761B              | Ford Cosworth DFV 3.0 V8                | G                        | 38             |                       |
|                     | HB Bewaking Systems                                | Boro                        | 001                   | Ford Cosworth DFV 3.0 V8                | G                        | 38             |                       |
|                     | Jolly Club of Switzerland                          | Apollon                     | Apollon-Williams FW03 | Ford Cosworth DFV 3.0 V8                | G                        | 41             | Loris Kessel          |
|                     | Melchester Racing                                  | Surtees                     | TS19                  | Ford Cosworth DFV 3.0 V8                | G                        | 44             | Tony Trimmer          |
|                     | Brian McGuire                                      | McGuire                     | BM1                   | Ford Cosworth DFV 3.0 V8                | G                        | 45             | Brian McGuire         |
|                     | Meiritsu Racing Team                               | Tyrrell                     | 007                   | Ford Cosworth DFV 3.0 V8                | D                        | 50             | Kunimitsu Takahashi   |
|                     | Kojima Engineering                                 | Kojima Engineering          | KE009                 | Ford Cosworth DFV 3.0 V8                | B                        | 51             | Noritake Takahara     |
|                     | Heroes Racing Corporation                          | Kojima Engineering          | KE009                 | Ford Cosworth DFV 3.0 V8                | B                        | 52             | Kazuyoshi Hoshino     |

## Rennkalender
| Nr. | Datum         | Grand Prix     | Strecke                    | Distanz (km) | Pole-Position  | Schnellste Rennrunde | Sieger           | Gesamtführender Fahrer | Gesamtführender Konstrukteur |
| --- | ------------- | -------------- | -------------------------- | ------------ | -------------- | -------------------- | ---------------- | ---------------------- | ---------------------------- |
| 01  | 9. Januar     | Argentinien    | Buenos Aires               | 316,304 km   | James Hunt     | James Hunt           | Jody Scheckter   | Jody Scheckter         | Wolf-Ford                    |
| 02  | 23. Januar    | Brasilien      | Interlagos                 | 318,400 km   | James Hunt     | James Hunt           | Carlos Reutemann | Carlos Reutemann       | Ferrari                      |
| 03  | 5. März       | Südafrika      | Kyalami                    | 320,112 km   | James Hunt     | John Watson          | Niki Lauda       | Jody Scheckter         | Ferrari                      |
| 04  | 3. April      | USA West       | Long Beach                 | 260,080 km   | Niki Lauda     | Niki Lauda           | Mario Andretti   | Jody Scheckter         | Ferrari                      |
| 05  | 8. Mai        | Spanien        | Circuito del Jarama        | 255,300 km   | Mario Andretti | Jacques Laffite      | Mario Andretti   | Jody Scheckter         | Ferrari                      |
| 06  | 22. Mai       | Monaco         | Circuit de Monaco          | 251,712 km   | John Watson    | Jody Scheckter       | Jody Scheckter   | Jody Scheckter         | Ferrari                      |
| 07  | 5. Juni       | Belgien        | Circuit Zolder             | 298,340 km   | Mario Andretti | Gunnar Nilsson       | Gunnar Nilsson   | Jody Scheckter         | Ferrari                      |
| 08  | 19. Juni      | Schweden       | Anderstorp                 | 289,296 km   | Mario Andretti | Mario Andretti       | Jacques Laffite  | Jody Scheckter         | Ferrari                      |
| 09  | 3. Juli       | Frankreich     | Circuit de Dijon-Prenois   | 304,000 km   | Mario Andretti | Mario Andretti       | Mario Andretti   | Niki Lauda             | Ferrari                      |
| 10  | 16. Juli      | Großbritannien | Silverstone                | 320,892 km   | James Hunt     | James Hunt           | James Hunt       | Niki Lauda             | Ferrari                      |
| 11  | 31. Juli      | Deutschland    | Hockenheimring             | 319,083 km   | Jody Scheckter | Niki Lauda           | Niki Lauda       | Niki Lauda             | Ferrari                      |
| 12  | 14. August    | Österreich     | Österreichring             | 320,868 km   | Niki Lauda     | John Watson          | Alan Jones       | Niki Lauda             | Ferrari                      |
| 13  | 28. August    | Niederlande    | Circuit Park Zandvoort     | 316,950 km   | Mario Andretti | Niki Lauda           | Niki Lauda       | Niki Lauda             | Ferrari                      |
| 14  | 11. September | Italien        | Monza                      | 301,600 km   | James Hunt     | Mario Andretti       | Mario Andretti   | Niki Lauda             | Ferrari                      |
| 15  | 2. Oktober    | USA Ost        | Watkins Glen International | 320,665 km   | James Hunt     | Ronnie Peterson      | James Hunt       | Niki Lauda             | Ferrari                      |
| 16  | 9. Oktober    | Kanada         | Mosport Park               | 316,560 km   | Mario Andretti | Mario Andretti       | Jody Scheckter   | Niki Lauda             | Ferrari                      |
| 17  | 23. Oktober   | Japan          | Fuji                       | 318,207 km   | Mario Andretti | Jody Scheckter       | James Hunt       | Niki Lauda             | Ferrari                      |

## Rennberichte

### Großer Preis von Argentinien
| Platz | Fahrer           | Team               | Zeit       |
| ----- | ---------------- | ------------------ | ---------- |
| 1     | Jody Scheckter   | Wolf-Ford          | 1:40:11,19 |
| 2     | Carlos Pace      | Brabham-Alfa Romeo | + 43,24    |
| 3     | Carlos Reutemann | Ferrari            | + 46,02    |
| PP    | James Hunt       | McLaren-Ford       | 1:48,68    |
| SR    | James Hunt       | McLaren-Ford       | 1:51,06    |

Der Große Preis von Argentinien im Autódromo Municipal Ciudad de Buenos Aires fand am 9. Januar 1977 statt und ging über eine Distanz von 53 Runden (316,304 km).

### Großer Preis von Brasilien
| Platz | Fahrer           | Team         | Zeit       |
| ----- | ---------------- | ------------ | ---------- |
| 1     | Carlos Reutemann | Ferrari      | 1:45:07,72 |
| 2     | James Hunt       | McLaren-Ford | + 10,71    |
| 3     | Niki Lauda       | Ferrari      | + 1:47,51  |
| PP    | James Hunt       | McLaren-Ford | 2:30,11    |
| SR    | James Hunt       | McLaren-Ford | 2:34,55    |

Der Große Preis von Brasilien auf dem Autódromo de Interlagos fand am 23. Januar 1977 statt und ging über eine Distanz von 40 Runden (318,400 km).

### Großer Preis von Südafrika
| Platz | Fahrer            | Team               | Zeit      |
| ----- | ----------------- | ------------------ | --------- |
| 1     | Niki Lauda        | Ferrari            | 1:42:21,6 |
| 2     | Jody Scheckter    | Wolf-Ford          | + 5,2     |
| 3     | Patrick Depailler | Tyrrell-Ford       | + 5,7     |
| PP    | James Hunt        | McLaren-Ford       | 1:15,96   |
| SR    | John Watson       | Brabham-Alfa Romeo | 1:17,63   |

Der Große Preis von Südafrika auf dem Kyalami Grand Prix Circuit fand am 5. März 1977 statt und ging über eine Distanz von 78 Runden (320,112 km).
Tom Pryce starb nach einem Unfall mit einem Streckenposten in der Passage „The Kink“. Der Feuerlöscher des Streckenpostens traf ihn am Kopf. Pryce und der Streckenposten waren sofort tot.

### Großer Preis der USA West
| Platz | Fahrer         | Team       | Zeit        |
| ----- | -------------- | ---------- | ----------- |
| 1     | Mario Andretti | Lotus-Ford | 1:51:35,470 |
| 2     | Niki Lauda     | Ferrari    | + 0,773     |
| 3     | Jody Scheckter | Wolf-Ford  | + 4,857     |
| PP    | Niki Lauda     | Ferrari    | 1:21,630    |
| SR    | Niki Lauda     | Ferrari    | 1:22,753    |

Der Große Preis der USA West auf dem Long Beach Grand Prix Circuit fand am 3. April 1977 statt und ging über eine Distanz von 80 Runden (260,072 km).

### Großer Preis von Spanien
| Platz | Fahrer           | Team         | Zeit       |
| ----- | ---------------- | ------------ | ---------- |
| 1     | Mario Andretti   | Lotus-Ford   | 1:42:52,22 |
| 2     | Carlos Reutemann | Ferrari      | + 15,85    |
| 3     | Jody Scheckter   | Wolf-Ford    | + 24,51    |
| PP    | Mario Andretti   | Lotus-Ford   | 1:18,70    |
| SR    | Jacques Laffite  | Ligier-Matra | 1:20,81    |

Der Große Preis von Spanien auf dem Circuito del Jarama fand am 8. Mai 1977 statt und ging über eine Distanz von 75 Runden (255,300 km).

### Großer Preis von Monaco
| Platz | Fahrer           | Team               | Zeit       |
| ----- | ---------------- | ------------------ | ---------- |
| 1     | Jody Scheckter   | Wolf-Ford          | 1:57:52,77 |
| 2     | Niki Lauda       | Ferrari            | + 0,89     |
| 3     | Carlos Reutemann | Ferrari            | + 32,80    |
| PP    | John Watson      | Brabham-Alfa Romeo | 1:29,86    |
| SR    | Jody Scheckter   | Wolf-Ford          | 1:31,07    |

Der Große Preis von Monaco auf dem Circuit de Monaco fand am 22. Mai 1977 statt und ging über eine Distanz von 75 Runden (251,712 km).

### Großer Preis von Belgien
| Platz | Fahrer          | Team         | Zeit       |
| ----- | --------------- | ------------ | ---------- |
| 1     | Gunnar Nilsson  | Lotus-Ford   | 1:55:05,71 |
| 2     | Niki Lauda      | Ferrari      | + 14,19    |
| 3     | Ronnie Peterson | Tyrrell-Ford | + 19,95    |
| PP    | Mario Andretti  | Lotus-Ford   | 1:24,64    |
| SR    | Gunnar Nilsson  | Lotus-Ford   | 1:27,36    |

Der Große Preis von Belgien auf dem Circuit Zolder fand am 5. Juni 1977 statt und ging über eine Distanz von 70 Runden (298,34 km).

### Großer Preis von Schweden
| Platz | Fahrer           | Team         | Zeit        |
| ----- | ---------------- | ------------ | ----------- |
| 1     | Jacques Laffite  | Ligier-Matra | 1:46:55,520 |
| 2     | Jochen Mass      | McLaren-Ford | + 8,449     |
| 3     | Carlos Reutemann | Ferrari      | + 14,369    |
| PP    | Mario Andretti   | Lotus-Ford   | 1:25,404    |
| SR    | Mario Andretti   | Lotus-Ford   | 1:27,607    |

Der Große Preis von Schweden in Anderstorp fand am 19. Juni 1977 statt und ging über eine Distanz von 72 Runden (289,296 km).

### Großer Preis von Frankreich
| Platz | Fahrer         | Team               | Zeit       |
| ----- | -------------- | ------------------ | ---------- |
| 1     | Mario Andretti | Lotus-Ford         | 1:39:40,13 |
| 2     | John Watson    | Brabham-Alfa Romeo | + 1,55     |
| 3     | James Hunt     | McLaren-Ford       | + 33,87    |
| PP    | Mario Andretti | Lotus-Ford         | 1:12,21    |
| SR    | Mario Andretti | Lotus-Ford         | 1:13,75    |

Der Große Preis von Frankreich auf dem Circuit de Dijon-Prenois fand am 3. Juli 1977 statt und ging über eine Distanz von 80 Runden (304,0 km).

### Großer Preis von Großbritannien
| Platz | Fahrer         | Team         | Zeit       |
| ----- | -------------- | ------------ | ---------- |
| 1     | James Hunt     | McLaren-Ford | 1:31:46,06 |
| 2     | Niki Lauda     | Ferrari      | + 18,31    |
| 3     | Gunnar Nilsson | Lotus-Ford   | + 19,57    |
| PP    | James Hunt     | McLaren-Ford | 1:18,49    |
| SR    | James Hunt     | McLaren-Ford | 1:19,60    |

Der Große Preis von Großbritannien in Silverstone fand am 16. Juli 1977 statt und ging über eine Distanz von 68 Runden (320,892 km). Das Rennen erhielt den Ehrentitel Großer Preis von Europa 1977.

### Großer Preis von Deutschland
| Platz | Fahrer             | Team               | Zeit       |
| ----- | ------------------ | ------------------ | ---------- |
| 1     | Niki Lauda         | Ferrari            | 1:31:48,62 |
| 2     | Jody Scheckter     | Wolf-Ford          | + 14,33    |
| 3     | Hans-Joachim Stuck | Brabham-Alfa Romeo | + 20,90    |
| PP    | Jody Scheckter     | Wolf-Ford          | 1:53,07    |
| SR    | Niki Lauda         | Ferrari            | 1:55,99    |

Der Große Preis von Deutschland auf dem Hockenheimring fand am 31. Juli 1977 statt und ging über eine Distanz von 47 Runden (319,083 km).

### Großer Preis von Österreich
| Platz | Fahrer             | Team               | Zeit       |
| ----- | ------------------ | ------------------ | ---------- |
| 1     | Alan Jones         | Shadow-Ford        | 1:37:16,49 |
| 2     | Niki Lauda         | Ferrari            | + 20,130   |
| 3     | Hans-Joachim Stuck | Brabham-Alfa Romeo | +34,50     |
| PP    | Niki Lauda         | Ferrari            | 1:39,32    |
| SR    | John Watson        | Brabham-Alfa Romeo | 1:40,96    |

Der Große Preis von Österreich auf dem Österreichring fand am 14. August 1977 statt und ging über eine Distanz von 54 Runden (320,868 km).

### Großer Preis der Niederlande
| Platz | Fahrer          | Team         | Zeit       |
| ----- | --------------- | ------------ | ---------- |
| 1     | Niki Lauda      | Ferrari      | 1:41:45,93 |
| 2     | Jacques Laffite | Ligier-Matra | + 1,89     |
| 3     | Jody Scheckter  | Wolf-Ford    | + 1 Runde  |
| PP    | Mario Andretti  | Lotus-Ford   | 1:18,65    |
| SR    | Niki Lauda      | Ferrari      | 1:19,99    |

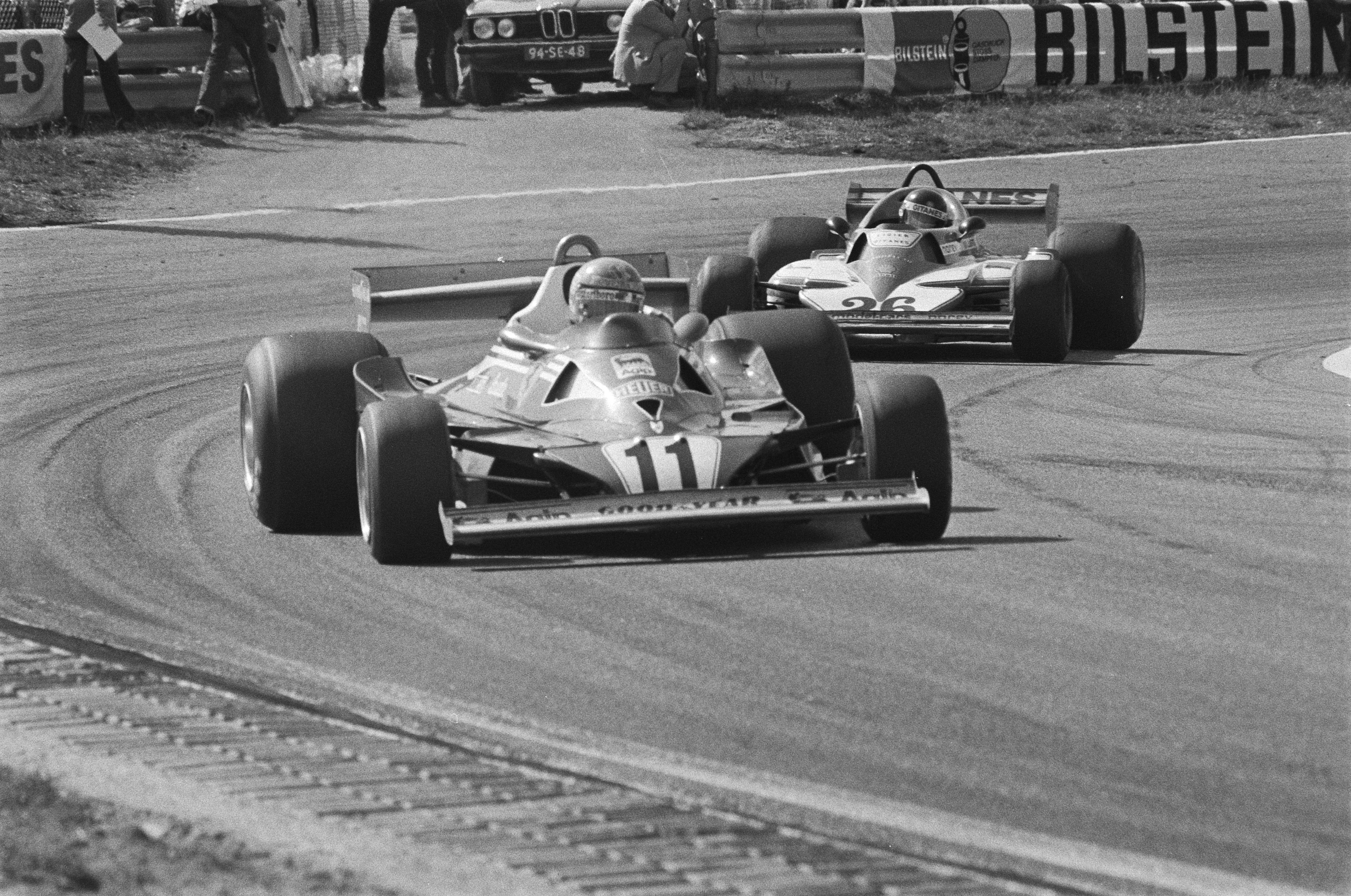
Lauda und Laffite in Zandvoort 1977

Der Große Preis der Niederlande auf dem Circuit Park Zandvoort fand am 28. August 1977 statt und ging über eine Distanz von 75 Runden (316,95 km).

### Großer Preis von Italien
| Platz | Fahrer         | Team         | Zeit       |
| ----- | -------------- | ------------ | ---------- |
| 1     | Mario Andretti | Lotus-Ford   | 1:27:50,30 |
| 2     | Niki Lauda     | Ferrari      | + 16,96    |
| 3     | Alan Jones     | Shadow-Ford  | + 23,63    |
| PP    | James Hunt     | McLaren-Ford | 1:38,08    |
| SR    | Mario Andretti | Lotus-Ford   | 1:39,10    |

Der Große Preis von Italien in Monza fand am 11. September 1977 statt und ging über eine Distanz von 52 Runden (301,6 km).

### Großer Preis der USA Ost
| Platz | Fahrer          | Team         | Zeit        |
| ----- | --------------- | ------------ | ----------- |
| 1     | James Hunt      | McLaren-Ford | 1:58:23,267 |
| 2     | Mario Andretti  | Lotus-Ford   | + 2,026     |
| 3     | Jody Scheckter  | Wolf-Ford    | + 1:18,879  |
| PP    | James Hunt      | McLaren-Ford | 1:40,863    |
| SR    | Ronnie Peterson | Tyrrell-Ford | 1:51,854    |

Der Große Preis der USA Ost auf dem Watkins Glen International fand am 2. Oktober 1977 statt und ging über eine Distanz von 59 Runden (320,665 km).

### Großer Preis von Kanada
| Platz | Fahrer            | Team         | Zeit       |
| ----- | ----------------- | ------------ | ---------- |
| 1     | Jody Scheckter    | Wolf-Ford    | 1:40:00,00 |
| 2     | Patrick Depailler | Tyrrell-Ford | + 6,77     |
| 3     | Jochen Mass       | McLaren-Ford | + 15,76    |
| PP    | Mario Andretti    | Lotus-Ford   | 1:11,385   |
| SR    | Mario Andretti    | Lotus-Ford   | 1:13,299   |

Der Große Preis von Kanada im Mosport Park fand am 9. Oktober 1977 statt und ging über eine Distanz von 80 Runden (316,560 km).

### Großer Preis von Japan
| Platz | Fahrer            | Team         | Zeit       |
| ----- | ----------------- | ------------ | ---------- |
| 1     | James Hunt        | McLaren-Ford | 1:31:51,68 |
| 2     | Carlos Reutemann  | Ferrari      | + 1:02,45  |
| 3     | Patrick Depailler | Tyrrell-Ford | + 1:06,39  |
| PP    | Mario Andretti    | Lotus-Ford   | 1:12,23    |
| SR    | Jody Scheckter    | Wolf-Ford    | 1:14,30    |

Der Große Preis von Japan in Fuji fand am 23. Oktober 1977 statt und ging über eine Distanz von 73 Runden (318,207 km).

## Weltmeisterschaftswertungen
| Platz  | 1 | 2 | 3 | 4 | 5 | 6 |
| Punkte | 9 | 6 | 4 | 3 | 2 | 1 |

Für die Wertung wurden die besten acht Ergebnisse der ersten neun und die besten sieben der restlichen acht Rennen berücksichtigt. In der Konstrukteurswertung wurde der jeweils bestplatzierte Wagen des jeweiligen Konstrukteurs berücksichtigt.

### Fahrerwertung
| Pos. | Fahrer          | Konstrukteur       |     |     |     |     |     |     |     |     |     |      |     |     |     |     |     |     |     | Punkte |
| 01   | N. Lauda        | Ferrari            | DNF | 3   | 1   | 2   | DNS | 2   | 2   | DNF | 5   | 2    | 1   | 2   | 1   | 2   | 4   |     |     | 72     |
| 02   | J. Scheckter    | Wolf-Ford          | 1   | DNF | 2   | 3   | 3   | 1   | DNF | DNF | DNF | DNF  | 2   | DNF | 3   | DNF | 3   | 1   | 10  | 55     |
| 03   | M. Andretti     | Lotus-Ford         | 5   | DNF | DNF | 1   | 1   | 5   | DNF | 6   | 1   | 14   | DNF | DNF | DNF | 1   | 2   | 9   | DNF | 47     |
| 04   | C. Reutemann    | Ferrari            | 3   | 1   | 8   | DNF | 2   | 3   | DNF | 3   | 6   | 15   | 4   | 4   | 6   | DNF | 6   | DNF | 2   | 42     |
| 05   | J. Hunt         | McLaren-Ford       | DNF | 2   | 4   | 7   | DNF | DNF | 7   | 12  | 3   | 1    | DNF | DNF | DNF | DNF | 1   | DNF | 1   | 40     |
| 06   | J. Mass         | McLaren-Ford       | DNF | DNF | 5   | DNF | 4   | 4   | DNF | 2   | 9   | 4    | DNF | 6   | DNF | 4   | DNF | 3   | DNF | 25     |
| 07   | A. Jones        | Shadow-Ford        |     |     |     | DNF | DNF | 6   | 5   | 17  | DNF | 7    | DNF | 1   | DNF | 3   | DNF | 4   | 4   | 22     |
| 08   | G. Nilsson      | Lotus-Ford         | DNS | 5   | 12  | 8   | 5   | DNF | 1   | 19  | 4   | 3    | DNF | DNF | DNF | DNF | DNF | DNF | DNF | 20     |
| 09   | P. Depailler    | Tyrrell-Ford       | DNF | DNF | 3   | 4   | DNF | DNF | 8   | 4   | DNF | DNF  | DNF | 13  | DNF | DNF | 14  | 2   | 3   | 20     |
| 10   | J. Laffite      | Ligier-Matra       | DNF | DNF | DNF | 9   | 7   | 7   | DNF | 1   | 8   | 6    | DNF | DNF | 2   | 8   | 7   | DNF | 5   | 18     |
| 11   | H.-J. Stuck     | March-Ford         |     |     | DNF |     |     |     |     |     |     |      |     |     |     |     |     |     |     | 0      |
| 11   | H.-J. Stuck     | Brabham-Alfa Romeo |     |     |     | DNF | 6   | DNF | 6   | 10  | DNF | 5    | 3   | 3   | 7   | DNF | DNF | DNF | 7   | 12     |
| 12   | E. Fittipaldi   | Copersucar-Ford    | 4   | 4   | 10  | 5   | 14  | DNF | DNF | 18  | 11  | DNF  | DNQ | 11  | 4   | DNQ | 13  | DNF |     | 11     |
| 13   | J. Watson       | Brabham-Alfa Romeo | DNF | DNF | 6   | DSQ | DNF | DNF | DNF | 5   | 2   | DNF  | DNF | 8   | DNF | DNF | 12  | DNF | DNF | 9      |
| 14   | R. Peterson     | Tyrrell-Ford       | DNF | DNF | DNF | DNF | 8   | DNF | 3   | DNF | 12  | DNF  | 9   | 5   | DNF | 6   | 16  | DNF | DNF | 7      |
| 15   | C. Pace         | Brabham-Alfa Romeo | 2   | DNF | 13  |     |     |     |     |     |     |      |     |     |     |     |     |     |     | 6      |
| 16   | V. Brambilla    | Surtees-Ford       | 7   | DNF | 7   | DNF | DNF | 8   | 4   | DNF | 13  | 8    | 5   | 15  | 12  | DNF | 19  | 6   | 8   | 6      |
| 17   | C. Regazzoni    | Ensign-Ford        | 6   | DNF | 9   | DNF | DNF | DNQ | DNF | 7   | 7   | DNQ  | DNF | DNF | DNF | 5   | 5   | DNF | DNF | 5      |
| 18   | P. Tambay       | Ensign-Ford        |     |     |     |     |     |     |     |     |     | DNF  | 6   | DNF | 5   | DNF | DNQ | 5   | DNF | 5      |
| 19   | J. Jarier       | Penske-Ford        |     |     |     | 6   | DNQ | 11  | 11  | 8   | DNF | 9    | DNF | 14  | DNF | DNF |     |     |     | 1      |
| 19   | J. Jarier       | Shadow-Ford        |     |     |     |     |     |     |     |     |     |      |     |     |     |     | 9   |     |     | 0      |
| 19   | J. Jarier       | Ligier-Matra       |     |     |     |     |     |     |     |     |     |      |     |     |     |     |     |     | DNF | 0      |
| 20   | R. Patrese      | Shadow-Ford        |     |     |     |     |     | 9   | DNF |     | DNF | DNF  | 10  |     | 13  | DNF |     | 10  | 6   | 1      |
| 21   | R. Zorzi        | Shadow-Ford        | DNF | 6   | DNF | DNF | DNF |     |     |     |     |      |     |     |     |     |     |     |     | 1      |
| 22   | R. Keegan       | Hesketh-Ford       |     |     |     |     | DNF | 12  | DNF | 13  | 10  | DNF  | DNF | 7   | DNF | 9   | 8   | DNF |     | 0      |
| 23   | P. Nève         | March-Ford         |     |     |     |     | 12  |     | 10  | 15  | DNQ | 10   | DNQ | 9   | DNQ | 7   | 18  | DNF |     | 0      |
| 24   | V. Schuppan     | Surtees-Ford       |     |     |     |     |     |     |     |     |     | 12   | 7   | 16  | DNQ |     |     |     |     | 0      |
| 25   | I. Hoffmann     | Copersucar-Ford    | DNF | 7   |     |     |     |     |     |     |     |      |     |     |     |     |     |     |     | 0      |
| 26   | D. Ongais       | Penske-Ford        |     |     |     |     |     |     |     |     |     |      |     |     |     |     | DNF | 7   |     | 0      |
| 27   | A. Ribeiro      | March-Ford         | DNF | DNF | DNF | DNF | DNQ | DNQ | DNQ | DNQ | DNQ | DNQ  | 8   | DNQ | 11  | DNQ | 15  | 8   | 12  | 0      |
| 28   | H. Binder       | Surtees-Ford       | DNF | DNF | 11  | 11  | 9   | DNF |     |     |     |      |     |     |     |     | 11  | DNF | DNF | 0      |
| 28   | H. Binder       | Penske-Ford        |     |     |     |     |     |     |     |     |     |      |     | 12  | 8   | DNQ |     |     |     | 0      |
| 29   | B. Lunger       | March-Ford         |     |     | 14  | DNF | 10  |     |     |     |     |      |     |     |     |     |     |     |     | 0      |
| 29   | B. Lunger       | McLaren-Ford       |     |     |     |     |     |     | DNS | 11  | DNQ | 13   | DNF | 10  | 9   | DNF | 10  | 11  |     | 0      |
| 30   | H. Ertl         | Hesketh-Ford       |     |     |     |     | DNF | DNQ | 9   | 16  | DNQ |      |     |     |     |     |     |     |     | 0      |
| 31   | J. Oliver       | Shadow-Ford        |     |     |     |     |     |     |     | 9   |     |      |     |     |     |     |     |     |     | 0      |
| 32   | K. Takahashi    | Tyrrell-Ford       |     |     |     |     |     |     |     |     |     |      |     |     |     |     |     |     | 9   | 0      |
| 33   | I. Scheckter    | March-Ford         | DNF | DNF |     |     | 11  | DNQ | DNF | DNF | NC  | DNF  | DNF | DNF | 10  | DNF | DNF | DNF |     | 0      |
| 34   | B. Henton       | March-Ford         |     |     |     | 10  | DNQ |     |     |     |     | DNQ  |     | DNQ |     |     |     |     |     | 0      |
| 34   | B. Henton       | Boro-Ford          |     |     |     |     |     |     |     |     |     |      |     |     | DSQ | DNQ |     |     |     | 0      |
| 35   | J. Ickx         | Williams-Ford      |     |     |     |     |     | 10  |     |     |     |      |     |     |     |     |     |     |     | 0      |
| 36   | G. Villeneuve   | McLaren-Ford       |     |     |     |     |     |     |     |     |     | 11   |     |     |     |     |     |     |     | 0      |
| 36   | G. Villeneuve   | Ferrari            |     |     |     |     |     |     |     |     |     |      |     |     |     |     |     | 12  | Ret | 0      |
| 37   | K. Hoshino      | Kojima-Ford        |     |     |     |     |     |     |     |     |     |      |     |     |     |     |     |     | 11  | 0      |
| 38   | L. Perkins      | B.R.M.             |     | DNF | 15  |     |     |     |     |     |     |      |     |     |     |     |     |     |     | 0      |
| 38   | L. Perkins      | Surtees-Ford       |     |     |     |     |     |     | 12  | DNQ | DNQ |      |     |     |     |     |     |     |     | 0      |
| 39   | D. Purley       | LEC-Ford           |     |     |     |     | DNQ |     | 13  | 14  | DNF | DNPQ |     |     |     |     |     |     |     | 0      |
| 40   | E. de Villota   | McLaren-Ford       |     |     |     |     | 13  |     | DNQ | DNQ |     | DNQ  | DNQ | 17  |     | DNQ |     |     |     | 0      |
| 41   | A. Merzario     | March-Ford         |     |     |     |     | DNF | DNQ | 14  |     | DNF | DNF  | DNQ |     | DNQ |     |     |     |     | 0      |
| 41   | A. Merzario     | Shadow-Ford        |     |     |     |     |     |     |     |     |     |      |     | DNF |     |     |     |     |     | 0      |
| 42   | I. Ashley       | Hesketh-Ford       |     |     |     |     |     |     |     |     |     |      |     | DNQ | DNQ | DNQ | 17  | DNS |     | 0      |
| –    | T. Pryce        | Shadow-Ford        | NC  | DNF | DNF |     |     |     |     |     |     |      |     |     |     |     |     |     |     | 0      |
| –    | B. Hayje        | March-Ford         |     |     | DNF |     | DNQ | DNQ | NC  | DNQ |     |      |     |     | DNQ |     |     |     |     | 0      |
| –    | J.-P. Jabouille | Renault            |     |     |     |     |     |     |     |     |     | DNF  |     |     | DNF | DNF | DNF | DNQ |     | 0      |
| –    | H. Rebaque      | Hesketh-Ford       |     |     |     |     |     |     | DNQ | DNQ | DNQ |      | DNF | DNQ | DNQ |     |     |     |     | 0      |
| –    | B. Giacomelli   | McLaren-Ford       |     |     |     |     |     |     |     |     |     |      |     |     |     | DNF |     |     |     | 0      |
| –    | N. Takahara     | Kojima-Ford        |     |     |     |     |     |     |     |     |     |      |     |     |     |     |     |     | DNF | 0      |

| Legende  | Legende            | Legende                                                          |
| Farbe    | Abkürzung          | Bedeutung                                                        |
| -------- | ------------------ | ---------------------------------------------------------------- |
| Gold     | –                  | Sieg                                                             |
| Silber   | –                  | 2. Platz                                                         |
| Bronze   | –                  | 3. Platz                                                         |
| Grün     | –                  | Platzierung in den Punkten                                       |
| Blau     | –                  | Klassifiziert außerhalb der Punkteränge                          |
| Violett  | DNF                | Rennen nicht beendet (did not finish)                            |
| Violett  | NC                 | nicht klassifiziert (not classified)                             |
| Rot      | DNQ                | nicht qualifiziert (did not qualify)                             |
| Rot      | DNPQ               | in Vorqualifikation gescheitert (did not pre-qualify)            |
| Schwarz  | DSQ                | disqualifiziert (disqualified)                                   |
| Weiß     | DNS                | nicht am Start (did not start)                                   |
| Weiß     | WD                 | zurückgezogen (withdrawn)                                        |
| Hellblau | PO                 | nur am Training teilgenommen (practiced only)                    |
| Hellblau | TD                 | Freitags-Testfahrer (test driver)                                |
| ohne     | DNP                | nicht am Training teilgenommen (did not practice)                |
| ohne     | INJ                | verletzt oder krank (injured)                                    |
| ohne     | EX                 | ausgeschlossen (excluded)                                        |
| ohne     | DNA                | nicht erschienen (did not arrive)                                |
| ohne     | C                  | Rennen abgesagt (cancelled)                                      |
| ohne     | keine WM-Teilnahme |                                                                  |
| sonstige | P/fett             | Pole-Position                                                    |
| sonstige | 1/2/3/4/5/6/7/8    | Punktplatzierung im Sprint-/Qualifikationsrennen                 |
| sonstige | SR/kursiv          | Schnellste Rennrunde                                             |
| sonstige | *                  | nicht im Ziel, aufgrund der zurückgelegten Distanz aber gewertet |
| sonstige | ()                 | Streichresultate                                                 |
| sonstige | unterstrichen      | Führender in der Gesamtwertung                                   |

### Konstrukteurswertung
Für die Konstrukteursmeisterschaft zählten nur die besten acht Ergebnisse der ersten neun und die besten sieben der restlichen acht Rennen. Es gab nur Punkte für den bestplatzierten Wagen jedes Konstrukteurs.
| Pos. | Konstrukteur       | Punkte  |
| ---- | ------------------ | ------- |
| 1    | Ferrari            | 95 (97) |
| 2    | Lotus-Ford         | 62      |
| 3    | McLaren-Ford       | 60      |
| 4    | Wolf-Ford          | 55      |
| 5    | Brabham-Alfa Romeo | 27      |
| 6    | Tyrrell-Ford       | 27      |
| 7    | Shadow-Ford        | 23      |
| 8    | Ligier-Matra       | 18      |
| 9    | Copersucar-Ford    | 11      |
| 10   | Ensign-Ford        | 10      |

| Pos. | Konstrukteur  | Punkte |
| ---- | ------------- | ------ |
| 11   | Surtees-Ford  | 6      |
| 12   | Penske-Ford   | 1      |
| 13   | Hesketh-Ford  | 0      |
| 14   | March-Ford    | 0      |
| 15   | Williams-Ford | 0      |
| 16   | Kojima-Ford   | 0      |
| 17   | LEC-Ford      | 0      |
| 18   | B.R.M.        | 0      |
| –    | Renault       | 0      |
| –    | Boro-Ford     | 0      |

## Rennen ohne Weltmeisterschaftsstatus: Race of Champions
Zusätzlich zu den 17 Weltmeisterschaftsläufen fand 1977 ein Formel-1-Rennen statt, das nicht zur Weltmeisterschaft zählte: Es war die 1977er Ausgabe des traditionellen Race of Champions.
| Platz | Fahrer         | Team               | Zeit       |
| ----- | -------------- | ------------------ | ---------- |
| 1     | James Hunt     | McLaren-Ford       | 0:53.54,35 |
| 2     | Jody Scheckter | Wolf-Ford          | 0:54.17,87 |
| 3     | John Watson    | Brabham-Alfa Romeo | 0:55.02,35 |
| PP    | John Watson    | Brabham-Alfa Romeo | 1.19,05    |
| SR    | James Hunt     | McLaren-Ford       | 1.19,48    |

Das XII. Race of Champions fand am 20. März 1977 in Brands Hatch statt, d. h. nach den Weltmeisterschaftsläufen in Südamerika und Südafrika, aber vor dem Lauf im kalifornischen Long Beach. Das Rennen ging über 40 Runden zu je 4,206 km, hatte also eine Gesamtdistanz von 168,24 km. Neben den britischen Werksteams sowie der Scuderia Ferrari traten einige Privatteams an. Insgesamt wurden 17 Fahrer gemeldet. Larry Perkins war von dem in wirtschaftlichen Schwierigkeiten befindlichen BRM-Team gemeldet. Er qualifizierte seinen BRM P207 für den 14. Startplatz, ging aber nicht ins Rennen, weil das Team das Auto wegen Sicherheitsbedenken nach dem Training zurückzog. Der Rennsieg und die schnellste Rennrunde gingen an den McLaren-Fahrer James Hunt.